# Церковь Святых Царственных Страстотерпцев (Хуахин)
Церковь во имя Святых Царственных страстотерпцев — храм Таиландской епархии Русской православной церкви, расположенный в городе Хуахин, провинция Прачуапкхирикхан, в Королевстве Таиланд.

## История

### Основание прихода
С 1990-х годов русские туристы стали массово приезжать отдыхать в Таиланд. В ответ на многочисленные обращения православных верующих Священный Синод Русской православной церкви на своём заседании от 28 декабря 1999 года принял решение об открытии в Бангкоке Свято-Николаевского прихода. После регистрации 20 июня 2008 года православной общины в Таиланде как юридического лица в формате общественного фонда стало возможно создавать православные приходы и в других местах. В основном они появлялись там, где проживало или отдыхало большое количество и граждан страны бывшего СССР. В основном, это были курортные места: Паттайя, Пхукет, Самуи. Одним из таких курортов был Хуахин, где в конце 2000-х — начале 2010 годов наблюдалось увеличение русского присутствия. Как отмечал архимандрит Олег (Черепанин): «Соотечественники здесь часто приобретают недвижимость. В Хуахине уже есть русский ресторан, сложилась своя диаспора. И, конечно же, возникла необходимость и в православном храме».
29 июля 2012 года представитель Русской православной церкви в Королевстве Таиланд архимандрит Олег (Черепанин) после воскресной Литургии в Николаевском храме в Бангкоке принял группу православных верующих из города Хуахина, которые выразили желание устроения в Хуахине полноценного церковного прихода и строительства в этом курортном городе православного храма. На тот момент ближайший к Хуахину православный храм находился в Успенском мужском монастыре в провинции Ратчабури, в 120 километрах от Хуахина, что делало затруднительным частое его посещение. Инициативной группе прихода было преподано благословение озаботиться подбором полходящего участка земли. Также решено было продолжить рассмотрение вопроса непосредственно на месте при совместным выезде в Хуахин Представителя Русской Православной Церкви в Таиланде архимандрита Олега (Черепанина) и Председателя Комитета Фонда Православной Церкви в Таиланде иерея Даниила Ванна.
4-5 апреля 2013 года архимандрит Олег (Черепанин) совершил двухдневную рабочую поездку в Хуахин, где встретился с прихожанами и осмотрел возможные к покупке участки земли, а также ознакомился с особенностями строительных норм в данном городе. Было принято совместное решение обратиться с инициативой к Патриарху Кириллу о строительстве православного храма в одном из древних курортов Таиланда — городе Хуахин.
Представительство Русской православной церкви в Таиланде совместно с Комитетом Фонда Православной Церкви в Таиланде приняли общее решение приобрести в собственность Фонда православной церкви в Таиланде земельный участок в Хуахине размером до 800 м². и, по благословении священноначалия, приступить к строительству нового православного храма. Сроки строительства были определены на 2013—2014 годы. Во исполнение данного решения, иерей Даниил Ванна, председатель Комитета Фонда Православной церкви в Таиланде посетил 15 мая 2013 года Хуахин и совершил сделку покупки земельного участка в собственность Православной церкви в Таиланде.
Тогда же после обсуждения было принято решение посвятить храм во имя памяти святых царственных страстотерпцев. Данное решение было обусловлено тем, что Николай II бывал в Хуахине при посещении Сиама и является единственным православным святым, который ступал по тайской земле, и в 2013 году отмечалось 400-летие династии Романовых. Кроме того, в Хуахине находилась летняя резиденция короля Таиланда. Представитель Русской православной церкви в Таиланде архимандрит Олег (Черепанин) поддержал решение и 19 мая того же года направил его на утверждение священноначалия. 23 июля того же года было получено патриаршее благословение на строительство нового православного храма в Таиланде.

### Строительные работы
Благодаря финансовой помощи меценатов-благодетелей и неравнодушных людей, было принято решение о покупке небольшого участка земли в центральном районе города (64/172, Tambon Nong Kae, Soi 102, Amphoe Hua Hin, Сһаng Wat Prachuap Khiri Khan). Первоначальный проект был составлен в России.
В августе 2013 года по окончании работ по возведению Храма Вознесения Господня на острове Самуи, бригада строителей-тайцев, возводившая там храм, была переброшена в Хуахин для выполнения земельных и других работ.
14 октября 2013 года власти города Хуахин, завершив рассмотрение проектной документации, выдали официальное разрешение на производство строительных работ по возведению в городе православного храма во имя Святых Царственных Страстотерпцев.
7 февраля 2014 года посетивший Таиланд руководитель Управления Московской Патриархии по зарубежным учреждениям архиепископ Егорьевский Марк (Головков) прибыл на строительную площадку и совершил чин закладки храма. Русская община в Хуахине насчитывала к тому времени около 300 человек.
С 6 по 9 августа 2014 года архимандрит Олег (Черепанин) посетил строительную площадку, где ознакомился с ходом строительных работ, распорядился поднять уровень земли на прихрамовой территории на 1,2 м и утвердил решение Комитета Фонда Православной Церкви в Таиланде по дополнительному выделению 1,800,000 таийских бат на проведение данных работ.
3 сентября 2014 года Председатель Комитета Фонда Православной Церкви в Таиланде протоиерей Даниил Ванна посетил строительную площадку, где ознакомился с ходом строительно-отделочных работ, а также провёл инструктаж руководства строительной бригады по отделке интерьера храма и подписал контракт на кондиционирование храма и жилых помещений при нём. Архитектурной особенностью внутреннего убранства стало украшение, по-царски и величественно, верхних частей бетонных колонн и храмовая мебель в тайском стиле.

### Освящение и дальнейшая деятельность
8 февраля 2015 года в день новомучеников и исповедников Церкви Русской прибывший в Таиланд архиепископ Пятигорский и Черкесский Феофилакт (Курьянов) возглавил чин освящения храма и первую литургию в новоосвящённом храме. Данный православных храм стал шестым, построенным на Тайской земле.
15 февраля 2015 года у храма появился настоятель, которым стал иерей Андрей Иващенко. Немало трудов он положил для формирования приходской общины, становления детской приходской воскресной школы и иных инициатив. Его супруга, Мария, стала первой матушкой-тайкой. Прихожане храма супруги Виктор и Ксения писали в 2015 году: «стал организовываться небольшой приход. Отец Андрей предложил создать воскресную школу для детей и взрослых. Мы с радостью поддержали его. Каждое воскресение двери школы открыты для всех желающих. Батюшка проводит с детишками уроки славянской письменности, на которых они старательно выводят: Аз, Буки, Веди… С большим вниманием, они слушают жития святых и библейские истории. Затем идёт урок рисования, лепки и мультипликации. В планах школы дополнить занятия уроками музыки и хорового пения <…> На данный момент у нас немного прихожан. Это обусловливается тем, что постоянно живущих русских здесь не так много. Большая часть туристов в Хуа Хине — зимовщики, которые весной возвращаются в родные края».
В ноябре 2016 года иерей Андрей Иващенко был переведён служить на приход в городе Чиангмай на севере Таиланда, а настоятелем храма стал иеромонах Александр (Ващенко), ранее служивший вторым священником Всехсвятского храма а Паттайе.
6 октября 2017 года в соответствии с решением Комитета Фонда Православной церкви в Таиланде, благодаря помощи благодетелей, начался ремонт территории вокруг храма, пострадавших от значительной просадки насыпного грунта.
25 сентября 2018 года в храм из России доставили колокола общим весом 200 кг, отлитые мастерами-литейщиками колоколитейного завода Анисимова — предприятия «Вера» в Воронеже. 25 ноября 2018 года по окончании Божественной Литургии иеромонах Александр (Ващенко) освятил эти колокола.